# 1897 en Nouvelle-Écosse
Chronologie de la Nouvelle-Écosse
- 1893
- 1894
- 1895
- 1896
- 1897
- 1898
- 1899
- 1900
- 1901

Cette page concerne des événements survenus en 1897 dans la province canadienne de Nouvelle-Écosse.

## Politique
- Premier ministre : George H. Murray
- Chef de l'Opposition :
- Lieutenant-gouverneur : Malachy Bowes Daly
- Législature :